# Gangsterrazzia
Gangsterrazzia är en amerikansk film från 1942 i regi av Vincent Sherman.

## Handling
Ett gäng kriminella byter sida och blir patrioter sedan de börjat nysta i en nazistisk spionhärva.

## Rollista
- Humphrey Bogart - "Gloves"
- Conrad Veidt - Ebbing
- Kaaren Verne - Leda Hamilton
- Jane Darwell - Mrs. Donahue
- Frank McHugh - Barney
- Peter Lorre - Pepi
- Judith Anderson - Madame
- William Demarest - Sunshine
- Jackie Gleason - Starchy
- Phil Silvers - kyparen
- Wallace Ford - Spats Hunter
- Barton MacLane - Marty Callahan
- Edward Brophy - Joe Denning
- Martin Kosleck - Steindorff
- Ludwig Stössel - Mr. Miller